# Центрированное восьмиугольное число
Центрированное восьмиугольное число — это центрированное фигурное число, которое представляет восьмиугольник с точкой в середине и все окружающие точки лежат на восьмиугольных слоях. Центрированное восьмиугольное число для n задаётся формулой
{\displaystyle 8T_{n-1}+1}
где T — треугольное число, или, более просто:
{\displaystyle (2n-1)^{2}=4n^{2}-4n+1.}
Несколько первых центрированных восьмиугольных чисел:
1, 9, 25, 49, 81, 121, 169, 225, 289, 361, 441, 529, 625, 729, 841, 961, 1089
Все центрированные восьмиугольные числа нечётны, и по модулю 10 имеют последовательность остатков 1-9-5-9-1.
Нечётное число является центрированным восьмиугольным числом тогда и только тогда, когда оно является квадратом целого числа.
Функция Рамануджана на центрированных восьмиугольных числах всегда нечётна, хотя на остальных чётна.